# Кантон (Вісконсин)
Кантон (англ. Canton) — місто (англ. town) в США, в окрузі Баффало штату Вісконсин. Населення — 245 осіб (2020).

## Демографія
Згідно з переписом 2010 року, у місті мешкало 305 осіб у 112 домогосподарствах у складі 92 родин. Було 126 помешкань
Расовий склад населення:
| - 96,7 % — білих - 3,3 % — осіб інших рас |

До двох чи більше рас належало 0,0 %. Частка іспаномовних становила 3,6 % від усіх жителів.
За віковим діапазоном населення розподілялося таким чином: 24,9 % — особи молодші 18 років, 61,3 % — особи у віці 18—64 років, 13,8 % — особи у віці 65 років та старші. Медіана віку мешканця становила 42,3 року. На 100 осіб жіночої статі у місті припадало 113,3 чоловіків;  на 100 жінок у віці від 18 років та старших — 118,1 чоловіків також старших 18 років.
Середній дохід на одне домашнє господарство  становив 71 899 доларів США (медіана — 55 000), а середній дохід на одну сім'ю — 75 569 доларів (медіана — 56 563). Медіана доходів становила 33 333 долари для чоловіків та 25 000 доларів для жінок. За межею бідності перебувало 13,6 % осіб, у тому числі 7,0 % дітей у віці до 18 років та 19,6 % осіб у віці 65 років та старших.
Цивільне працевлаштоване населення становило 180 осіб. Основні галузі зайнятості: сільське господарство, лісництво, риболовля — 37,8 %, освіта, охорона здоров'я та соціальна допомога — 14,4 %, роздрібна торгівля — 10,6 %, мистецтво, розваги та відпочинок — 8,3 %.